# Bercloux
Bercloux – miejscowość i gmina we Francji, w regionie Nowa Akwitania, w departamencie Charente-Maritime.
Według danych na rok 1990 gminę zamieszkiwały 312 osoby, a gęstość zaludnienia wynosiła 33 osób/km² (wśród 1467 gmin regionu Poitou-Charentes Bercloux plasuje się na 705. miejscu pod względem liczby ludności, natomiast pod względem powierzchni na miejscu 860.).